# Бразильська улоговина
Бразильська улоговина — пониження дна в південній частині Атлантичного океану, на захід від Південно-Атлантичного хребта.
Протяжність півночі на південь близько 3 000 км. Найбільша глибина 6 537 м. Ґрунт — червона глина на сході і форамініферові мули на заході.